# World of Zoo
World of Zoo è un videogioco di simulazione, pubblicato da THQ e sviluppato da Blue Fang Games, che ha inoltre creato la serie Zoo Tycoon a cui assomiglia. World of Zoo è stato pubblicato per Microsoft Windows, Wii e Nintendo DS il 26 ottobre 2009. Il gioco è stato presentato all'Electronic Entertainment Expo 2009 il 1º giugno 2009, tenutosi al Centro Convention di Los Angeles. Il gioco educa i giocatori sugli animali usando i dati forniti dalla National Geographic Society.

## Modalità di gioco
World of Zoo simula uno zoo in cui i giocatori si prenderanno cura di 94 diverse specie di animali, provenienti da 11 famiglie diverse, e li collocheranno in una delle loro mostre. L'obiettivo del gioco è far felici gli animali dello zoo, i modi principali per farlo sono occuparsi del loro nutrimento, giocare con loro e migliorare le mostre. Tenendo felici gli animali porterà ad ottenere dei cuori e dei gettoni che il giocatore potrà utilizzare per acquistare cibo, strumenti e nuovi animali.
Soddisfacendo determinati obiettivi, il giocatore potrà sbloccare nuovi contenuti come ad esempio nuove specie di animali oppure dei premi, che possono variare dall'esperienza del giocatore nel completare determinati incarichi. Se il giocatore spaventa troppo gli animali, ci sarà la possibilità che questi possano attaccarlo.
Il gioco include anche un "Creatore di animali", una funzione che consente ai giocatori di creare e personalizzare il carattere e l'aspetto degli animali in modo molto simile a quello di Spore; inoltre è presente un'altra funzione denominata "Rete di adozione animale", che consente di inserire ulteriori animali all'interno del proprio zoo.
Ogni animale vanta di una personalità e di un comportamento diverso da quello degli altri; l'obiettivo del giocatore è quello di guadagnare la fiducia e la felicità di ogni animale, quindi il giocatore dovrà trovare un metodo per soddisfarli a pieno. La fiducia che l'animale ha nel giocatore viene misurata tramite un indicatore apposito; dopo che l'indicatore raggiunge il sesto livello, il giocatore può ipnotizzare gli animali. 
I mini giochi sono presenti in tutto World of Zoo e spesso presentano tre sfide che richiedono la cura dei propri animali, quali la guarigione da eventuali malattie, la pulizia o la ricerca di tesori.
La versione Wii è l'unica delle tre a presentare oltre la modalità giocatore singolo anche quella multigiocatore fino ad un massimo di quattro persone. Il Wii Remote viene utilizzato per controllare le meccaniche di gioco; mentre nella modalità dedicata a più persone uno di questi avrà il controllo della telecamera.
La versione per PC include sei famiglie di animali (grandi felini, giraffe, equini, koala, scimmiette e panda), mentre la versione Wii aggiunge altre cinque famiglie (antilopi, orsi, coccodrilli, elefanti e pinguini). La versione DS ha la stessa quantità di famiglie di animali della versione Wii, ma con diverse differenze. le famiglie di antilopi e equini vengono ridotte e unite in una famiglia di "ungulati" (che aggiunge l'okapi), viene aggiunta un'altra famiglia, i canidi (che include anche la iena maculata, nonostante non sia un canide) e in genere sono presenti un numero inferiore di animali.

## Accoglienza
A partire dal 2018, Metacritic rifiuta di assegnare un punteggio a causa della presenza di solo tre recensioni (una positiva, una negativa e una mista) per l'edizione Wii e un'unica recensione positiva per la versione PC.